# Червона Фіра
«Червона Фіра» — літературна корпорація харківських поетів Сергія Жадана, Ростислава Мельниківа та Ігоря Пилипчука, створена у 1991 р. Як вважає Ігор Бондар-Терещенко, літугрупування постало на хвилі «антисистемного» харківського андеґраунду початку 90-xp. (ArtLine 3"97). Літературною концепцією «Червоної Фіри» згідно із заявами її членів став неофутуризм. Провокативно-епатажні твори червонофірівців стали своєрідним східноукраїнським аналогом літературного карнавалу Бу-Ба-Бу. Поєднання пародій на публіцистичні штампи з естетикою побутової перверзизації створило своєрідний стиль «Червоної Фіри», у котрому гротеск здебільшого перемагає професійну роботу з текстом.